# Crashing (serie televisiva 2017)
Crashing è una serie televisiva statunitense, creata da Pete Holmes e prodotta dallo stesso Holmes e da Judd Apatow. La serie ha debuttato sulla HBO dal 19 febbraio 2017.
Il 15 marzo 2017, la serie è stata rinnovata per una seconda stagione.
La seconda stagione va in onda dal 14 gennaio 2018. Il 21 febbraio 2018, viene rinnovata anche per una terza stagione.
In Italia, le prime due stagioni sono state trasmesse dal 20 maggio 2017 al 15 giugno 2018 sul canale satellitare Sky Atlantic. La terza stagione, invece, è stata interamente pubblicata il 3 giugno 2019 sul servizio on demand Sky Box Sets.

## Trama
In rotta con la moglie, Pete sogna di sfondare nei club più famosi della città scontrandosi con mille imprevisti.

## Episodi
| Stagione         | Episodi | Prima TV USA | Prima TV Italia |
| ---------------- | ------- | ------------ | --------------- |
| Prima stagione   | 8       | 2017         | 2017            |
| Seconda stagione | 8       | 2018         | 2018            |
| Terza stagione   | 8       | 2019         | 2019            |

## Personaggi e interpreti

### Principale
- Pete, interpretato da Pete Holmes

### Ricorrenti
- Jessica[7], interpretata da Lauren Lapkus
- Artie Lange
- T. J. Miller
- Sarah Silverman
- Lief, interpretato da George Basil
- Jason, interpretato da Dov Davidoff
- Anaya, interpretata da Aparna Nancherla
- Russel, interpretato da Jermaine Fowler
- Porter, interpretato da Henry Zebrowski

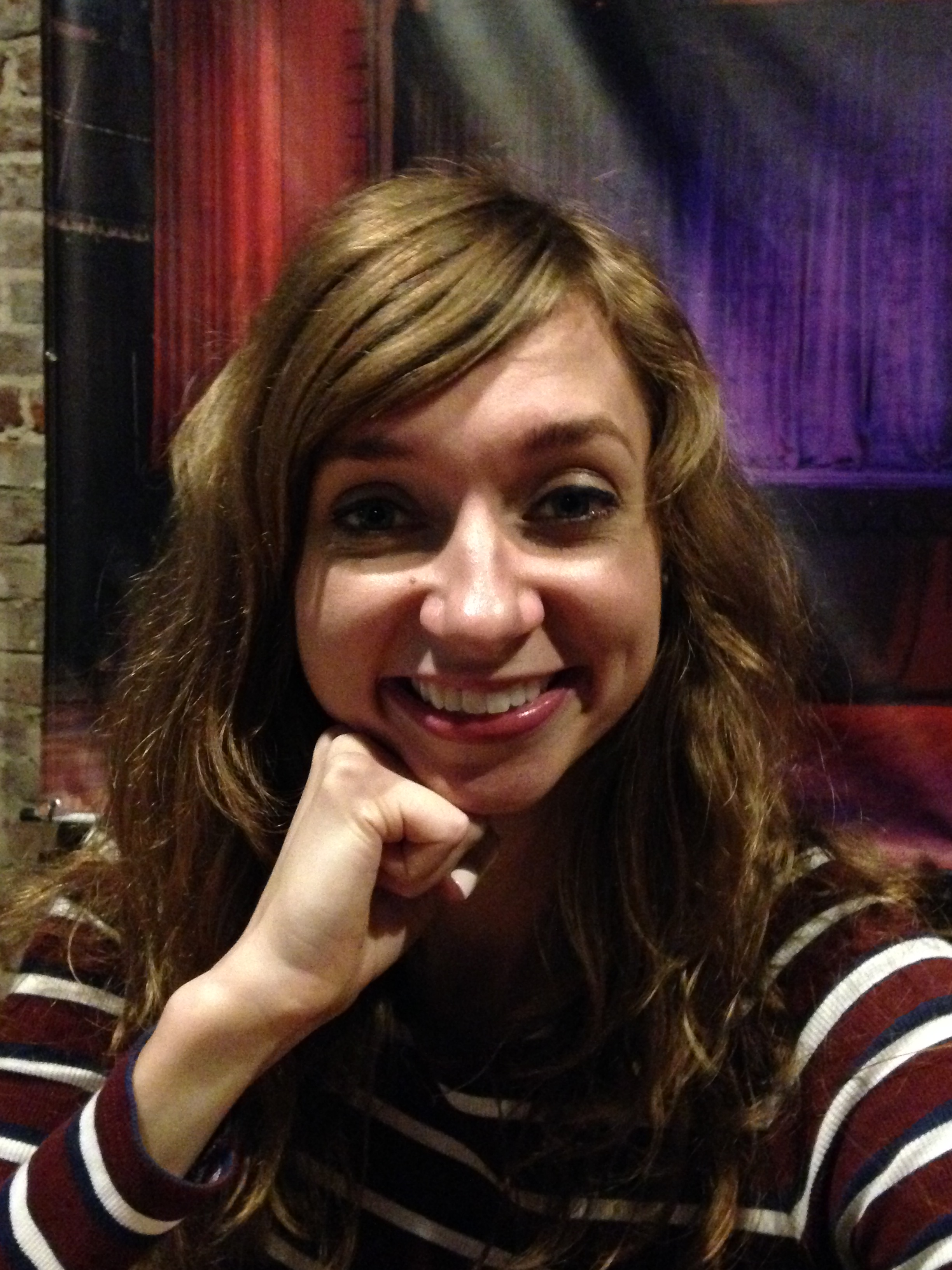
Lauren Lapkus
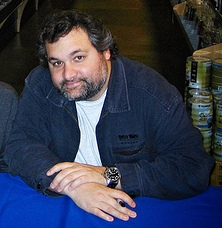
Artie Lange
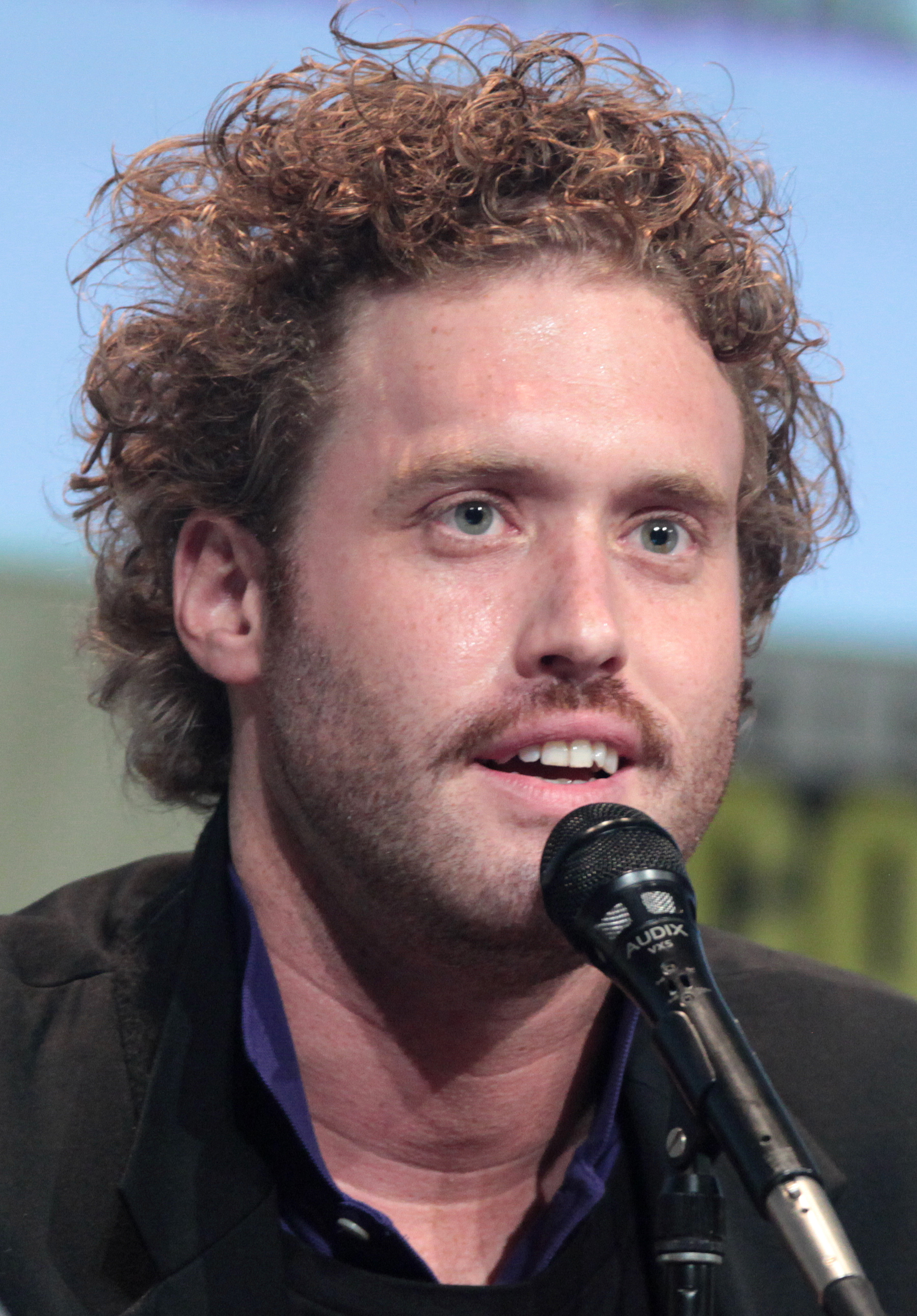
T. J. Miller
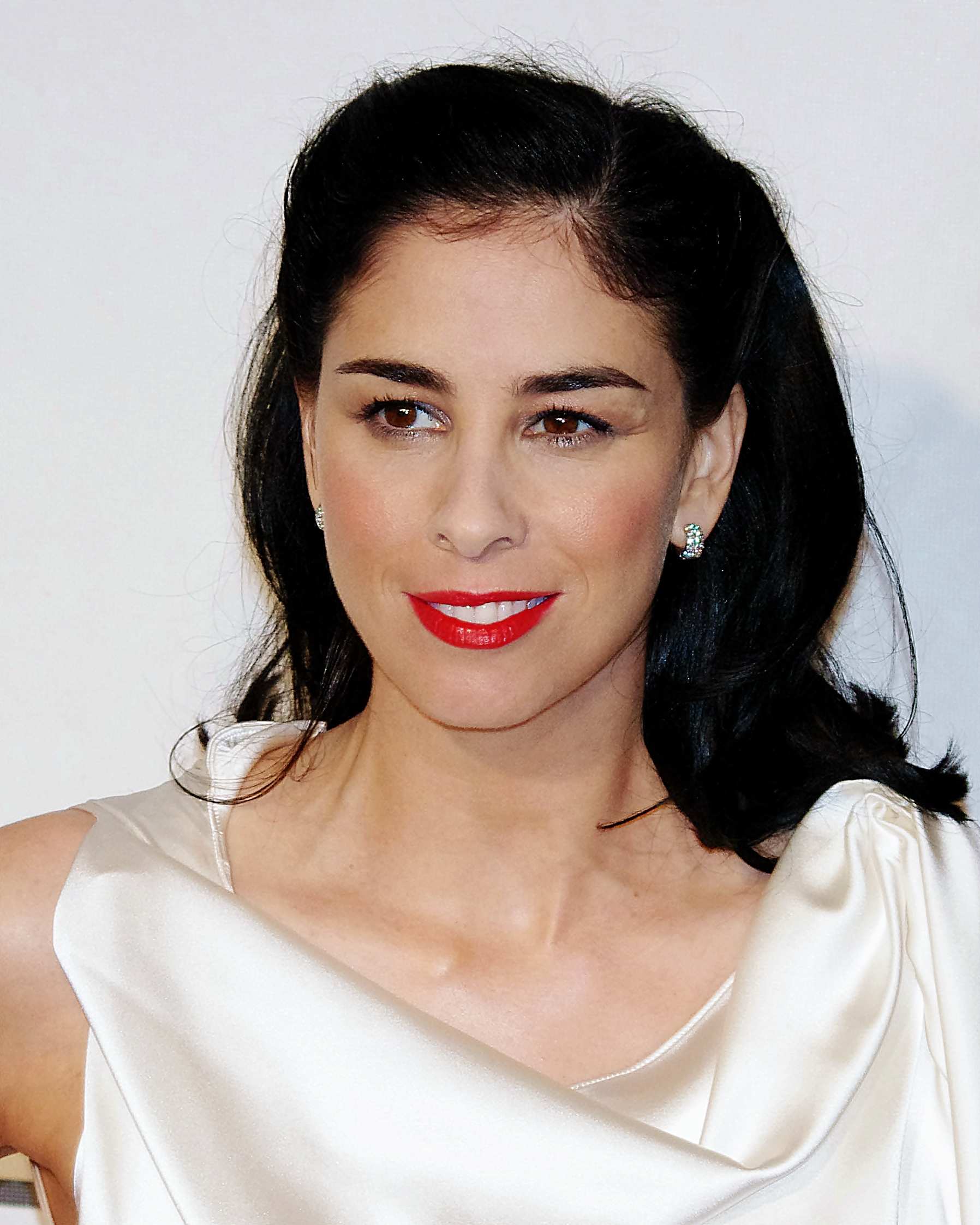
Sarah Silverman
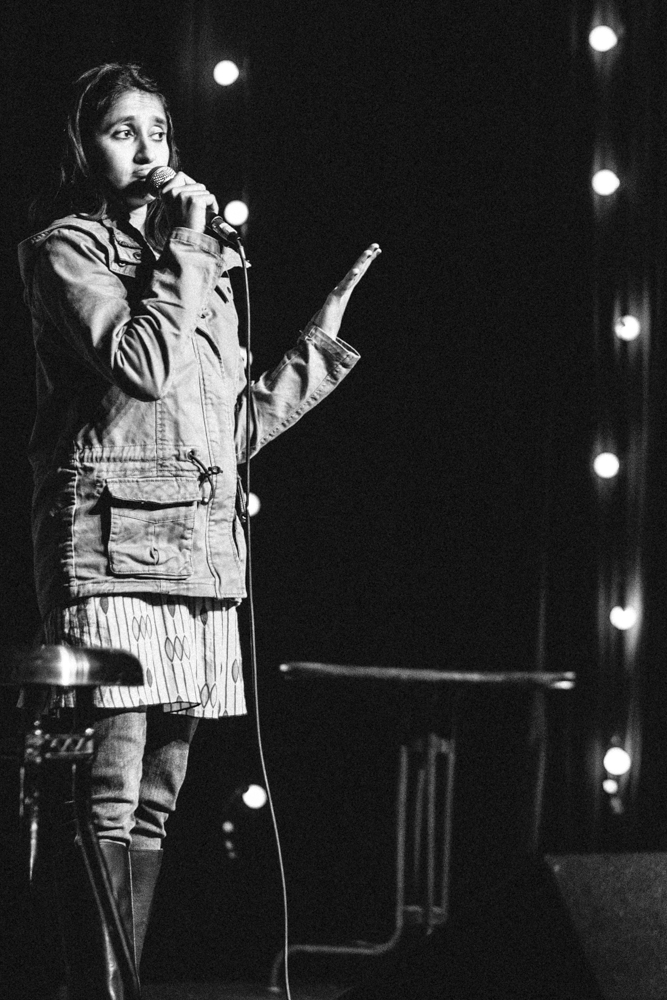
Aparna Nancherla
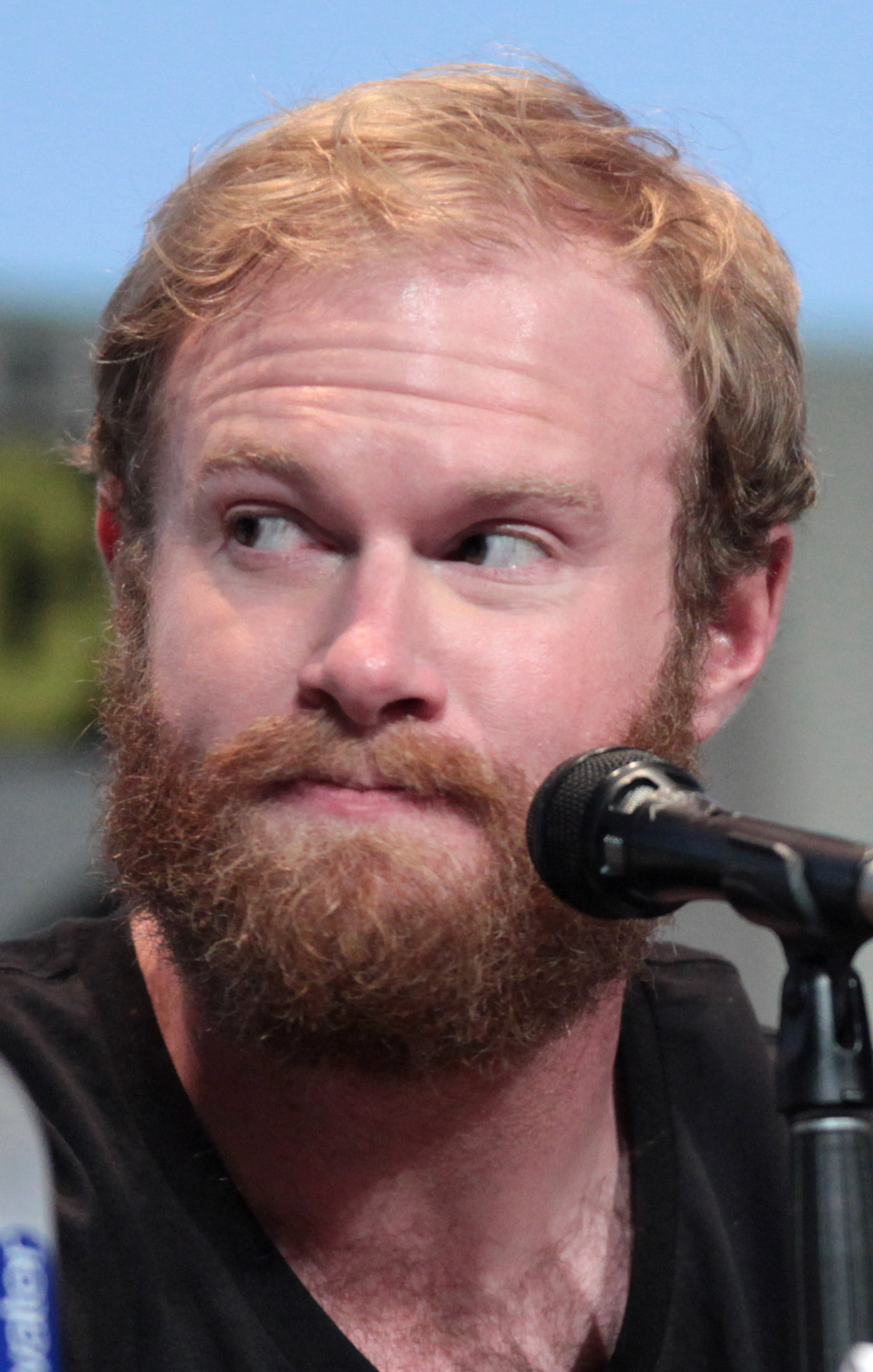
Henry Zebrowski

### Prima stagione (2017)
- Episodio 1: Jeff Ross, Rachel Feinstein, Gina Yashere, Keith Robinson, Dan Naturman e "Big Jay" Oakerson
- Episodio 2: Gina Gershon
- Episodio 4 Hannibal Buress e Marina Franklin
- Episodio 5: Audrie J. Neenan e Fred Applegate
- Episodio 6: Ashlie Atkinson, Rachael Ray, Ron Funches, Henry Zebrowski, Steve Agee, Allan Havey e David Juskow
- Episodio 7: Dave Attell, Vanessa Bayer
- Episodio 8: Jim Norton

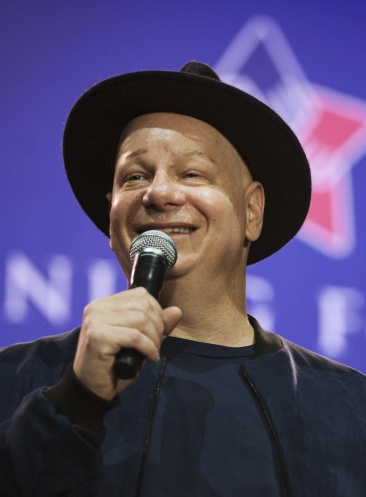
Jeff Ross
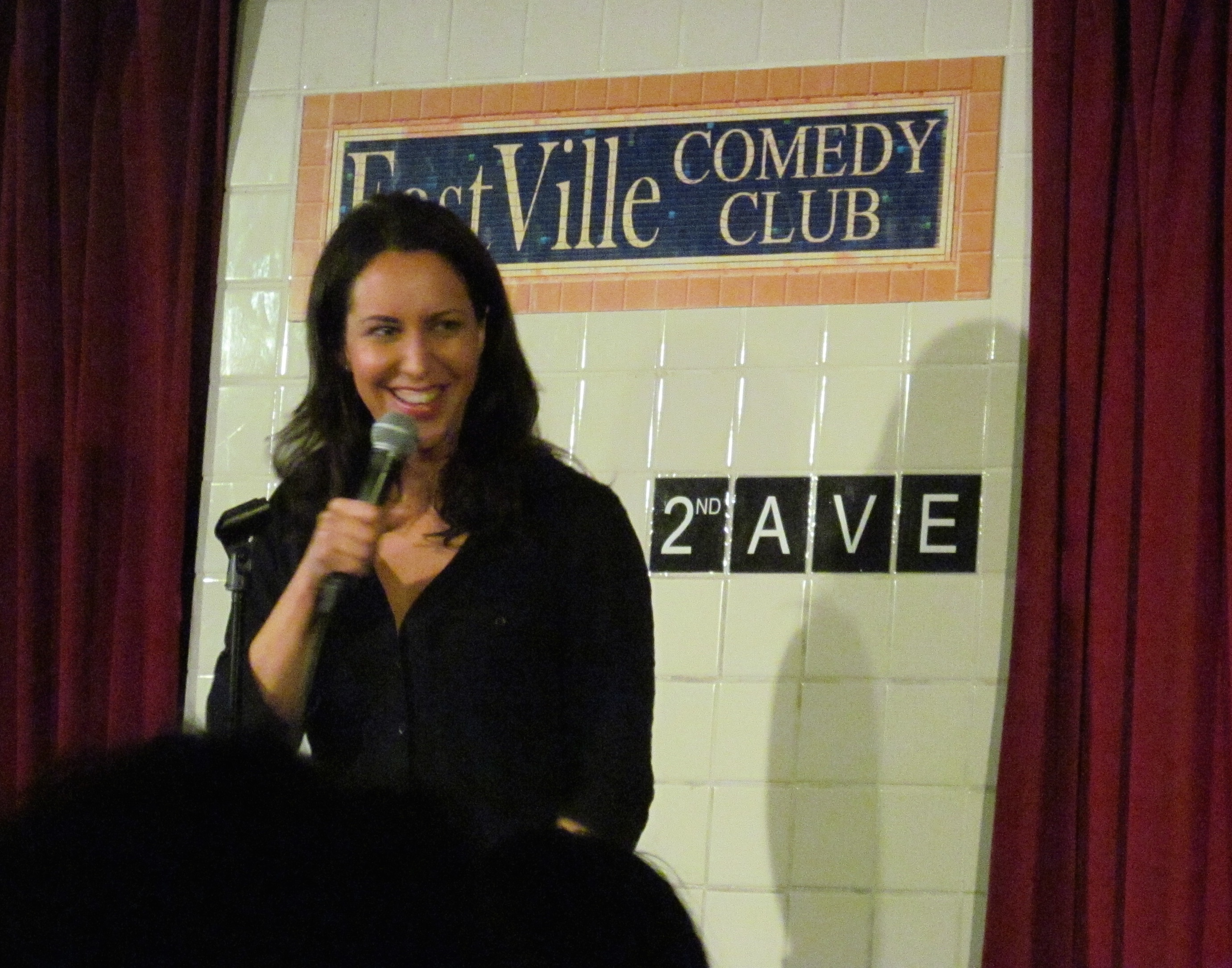
Rachel Feinstein
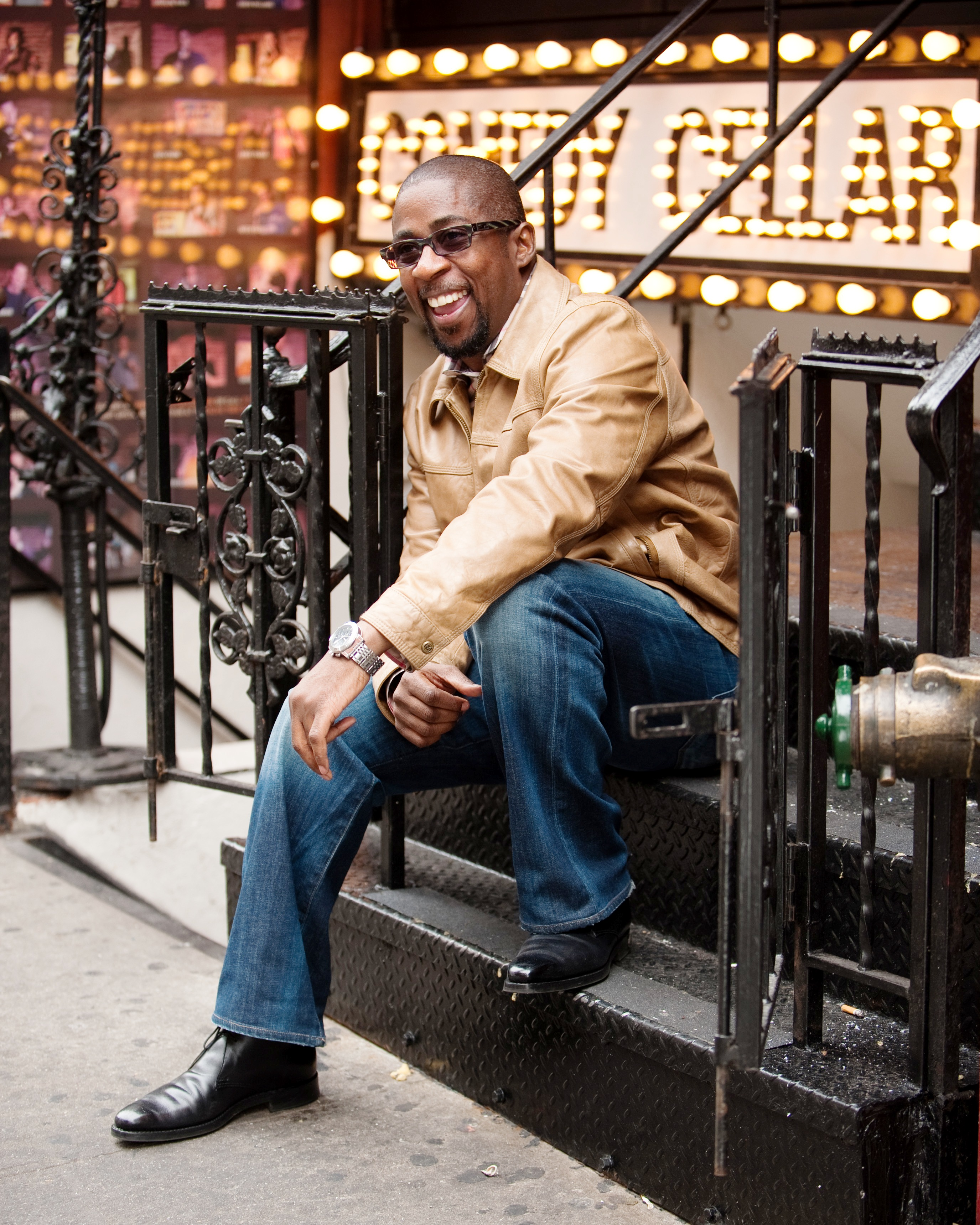
Keith Robinson
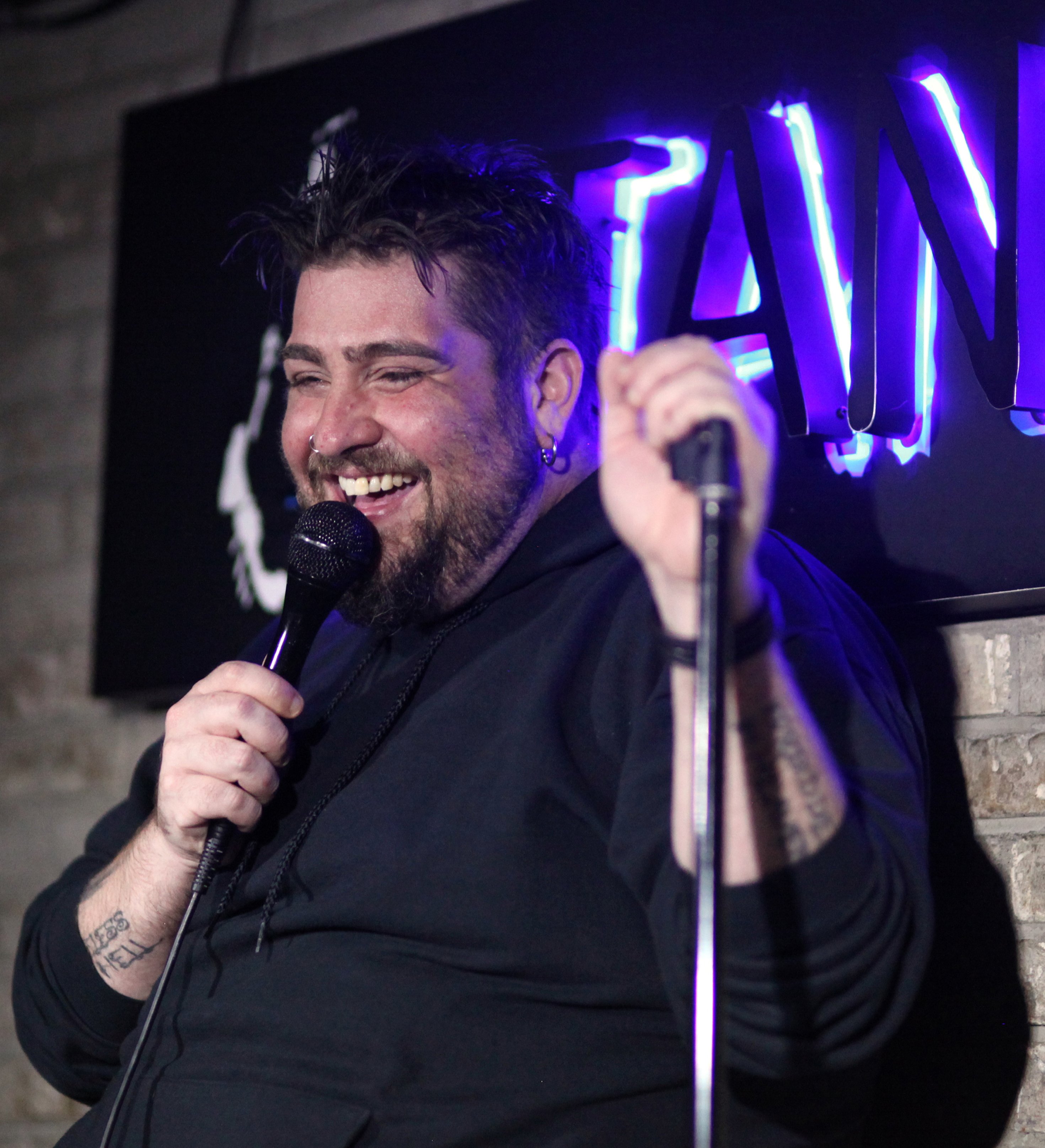
Big Jay Oakerson
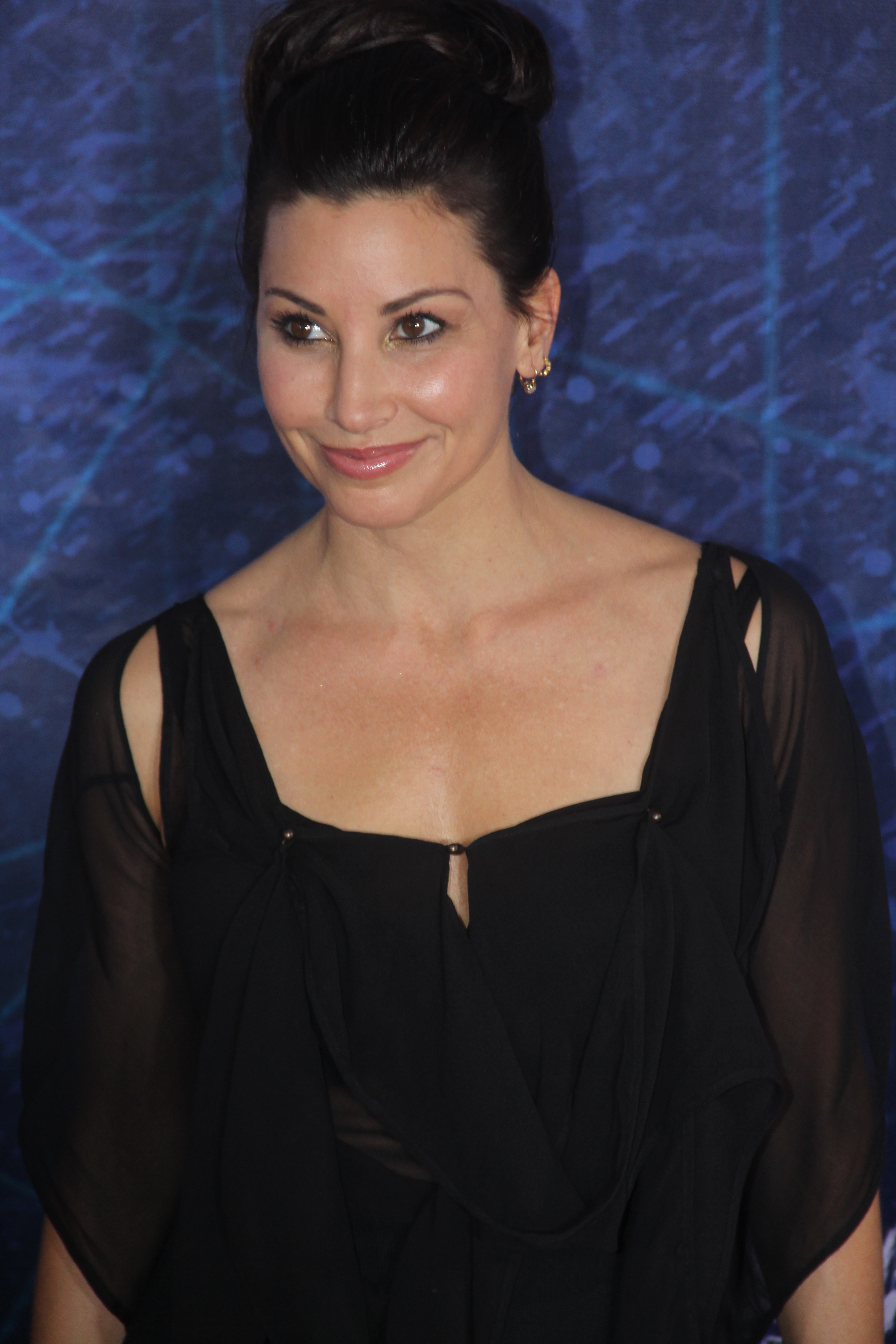
Gina Gershon
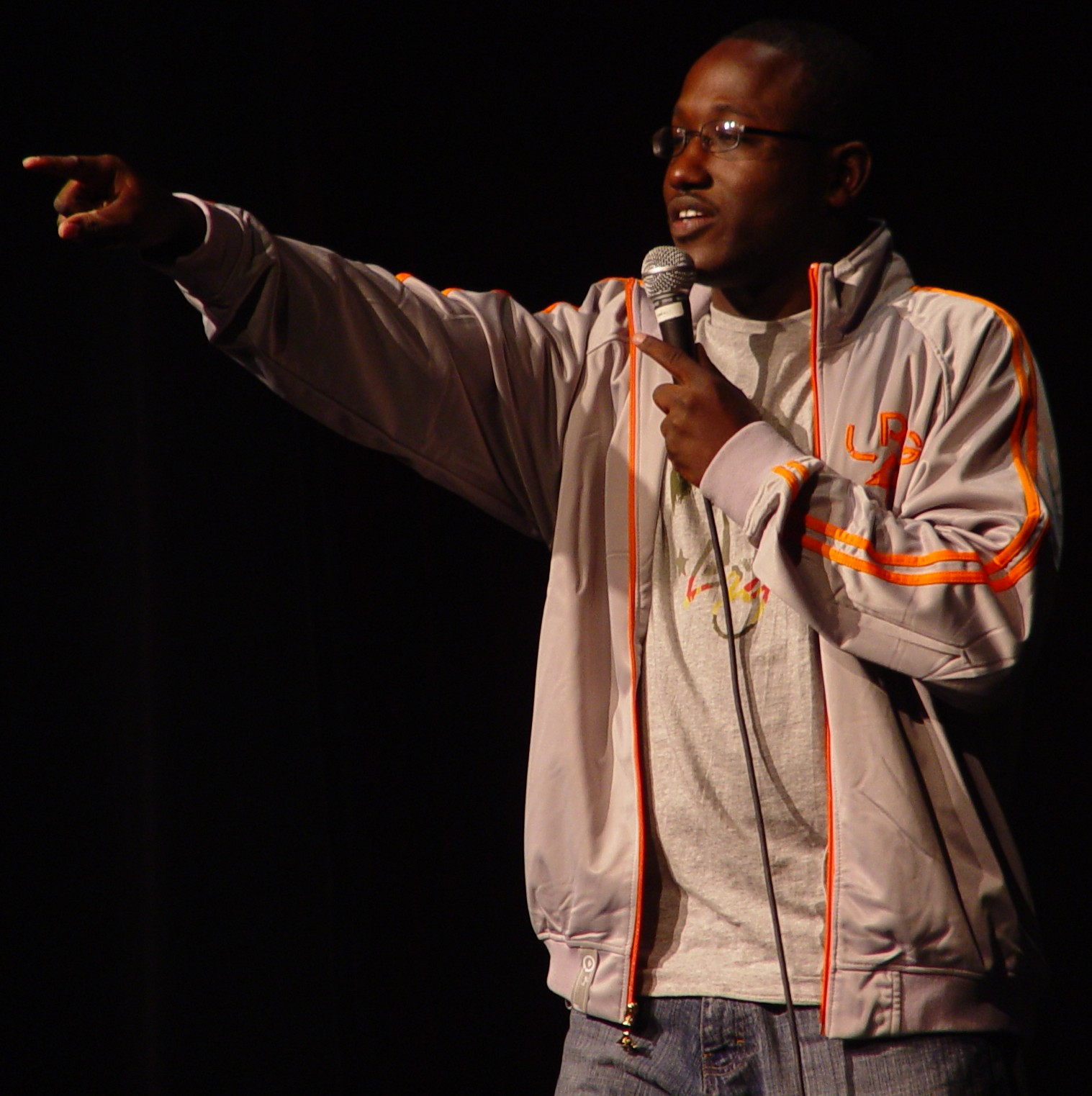
Hannibal Buress
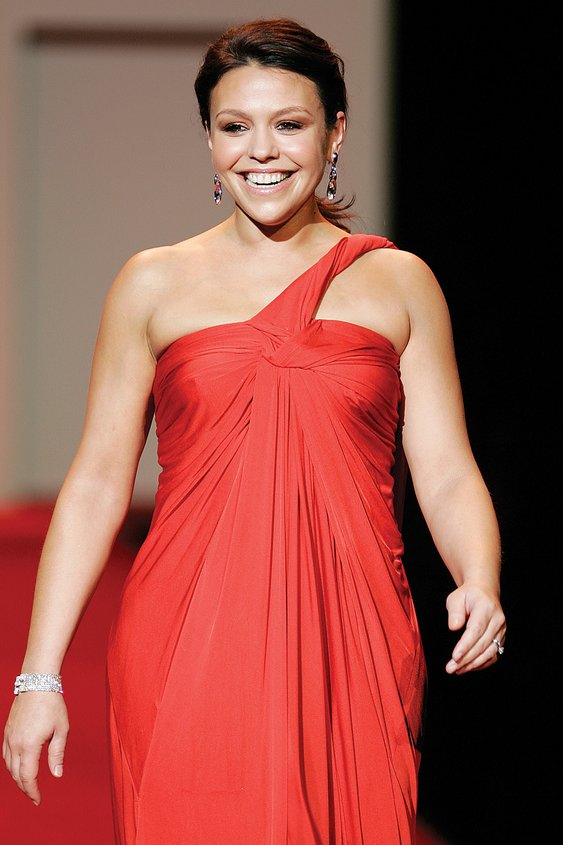
Rachael Ray
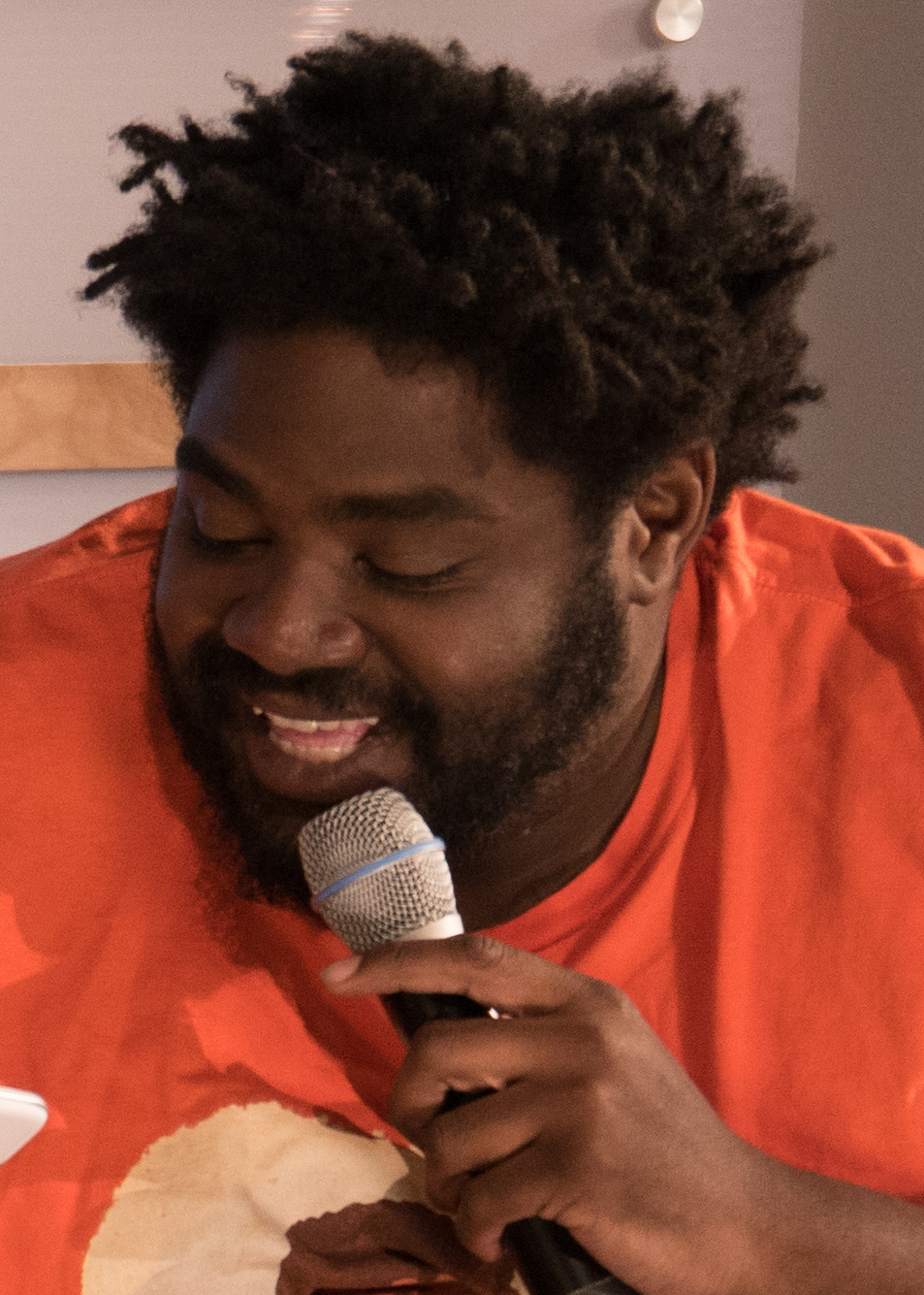
Ron Funches
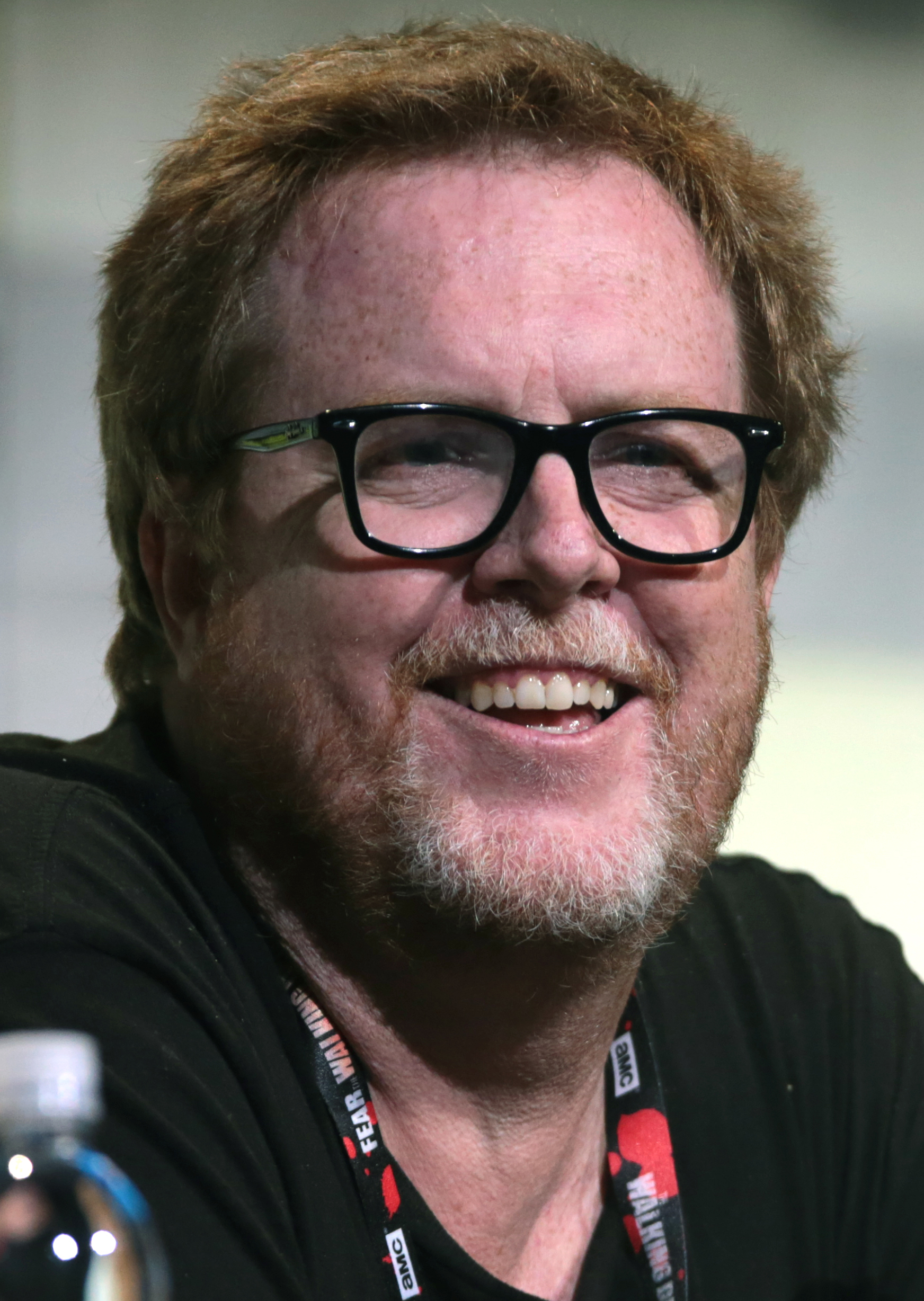
Steve Agee
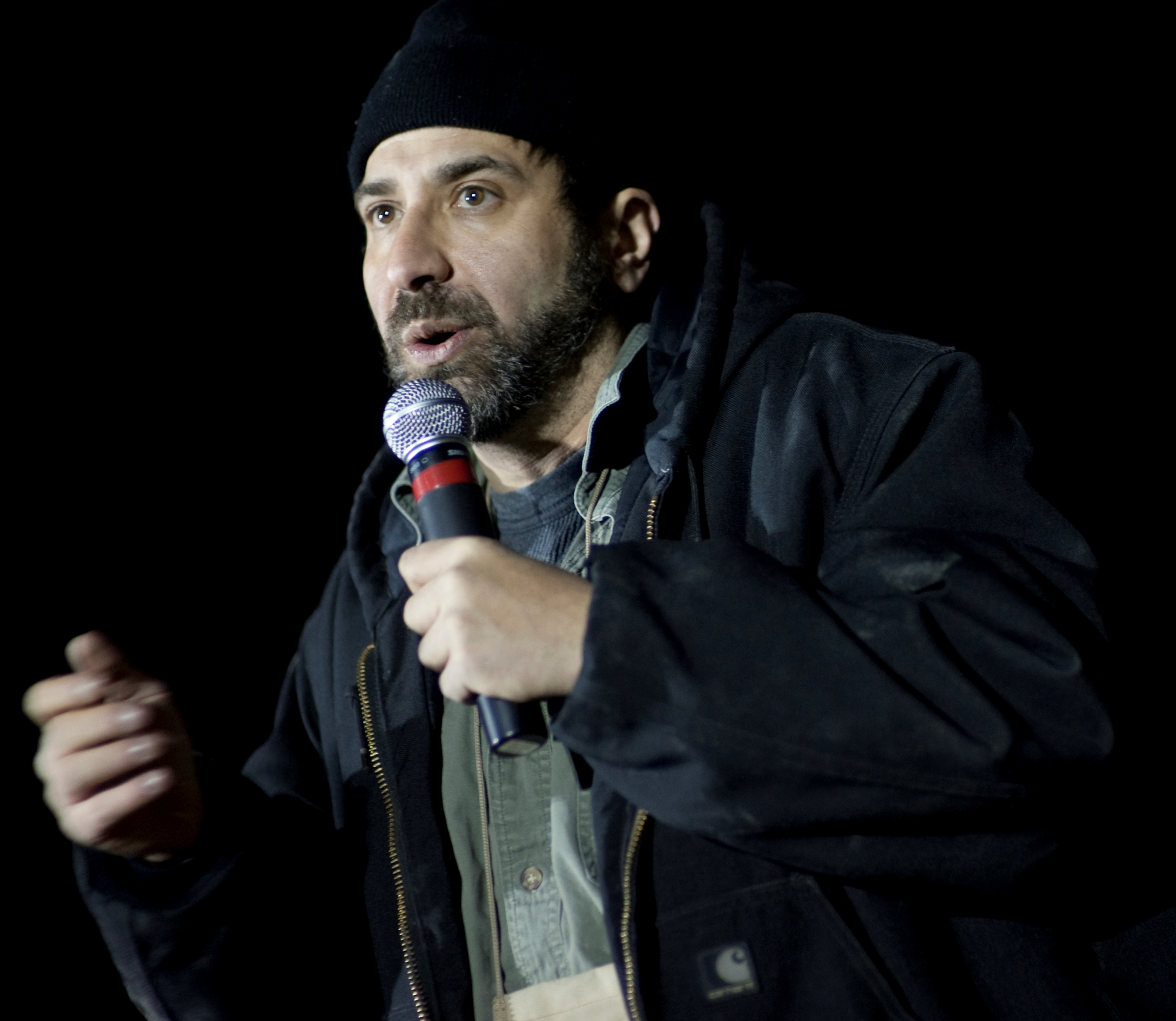
Dave Attell
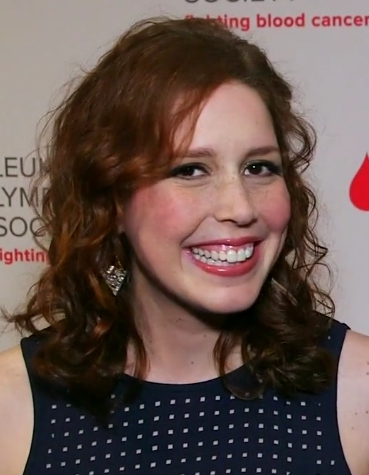
Vanessa Bayer
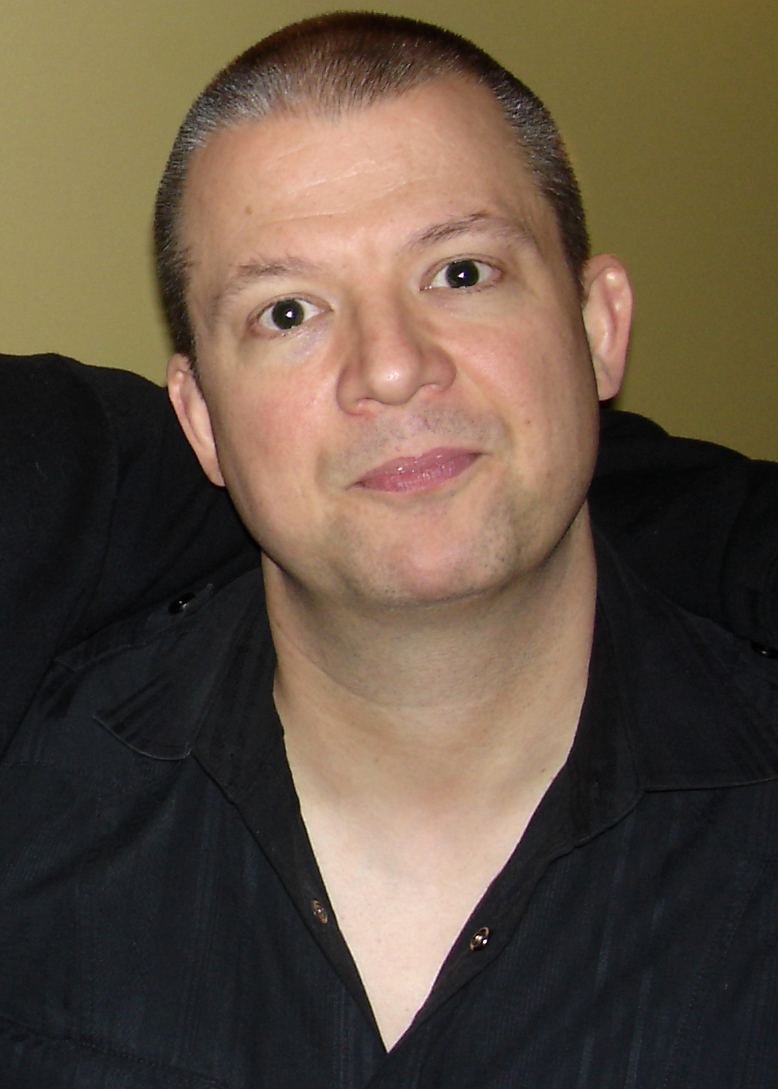
Jim Norton

### Seconda stagione (2018)
- Episodio 1: Jamie Lee, Penn Jillette, Dave Attell, Greer Barnes, Doug Benson, Gilbert Gottfried
- Episodio 2: Dr. Oz
- Episodio 3: Bill Burr, Joy Behar, Henry Zebrowski
- Episodio 4: Whitney Cummings, Emma Willmann, Mohammed Amer
- Episodio 5: John Mulaney, Joe Machi
- Episodio 6: Artie Lange, Robert Kelly, Wayne Federman
- Episodio 7: -
- Episodio 8: -

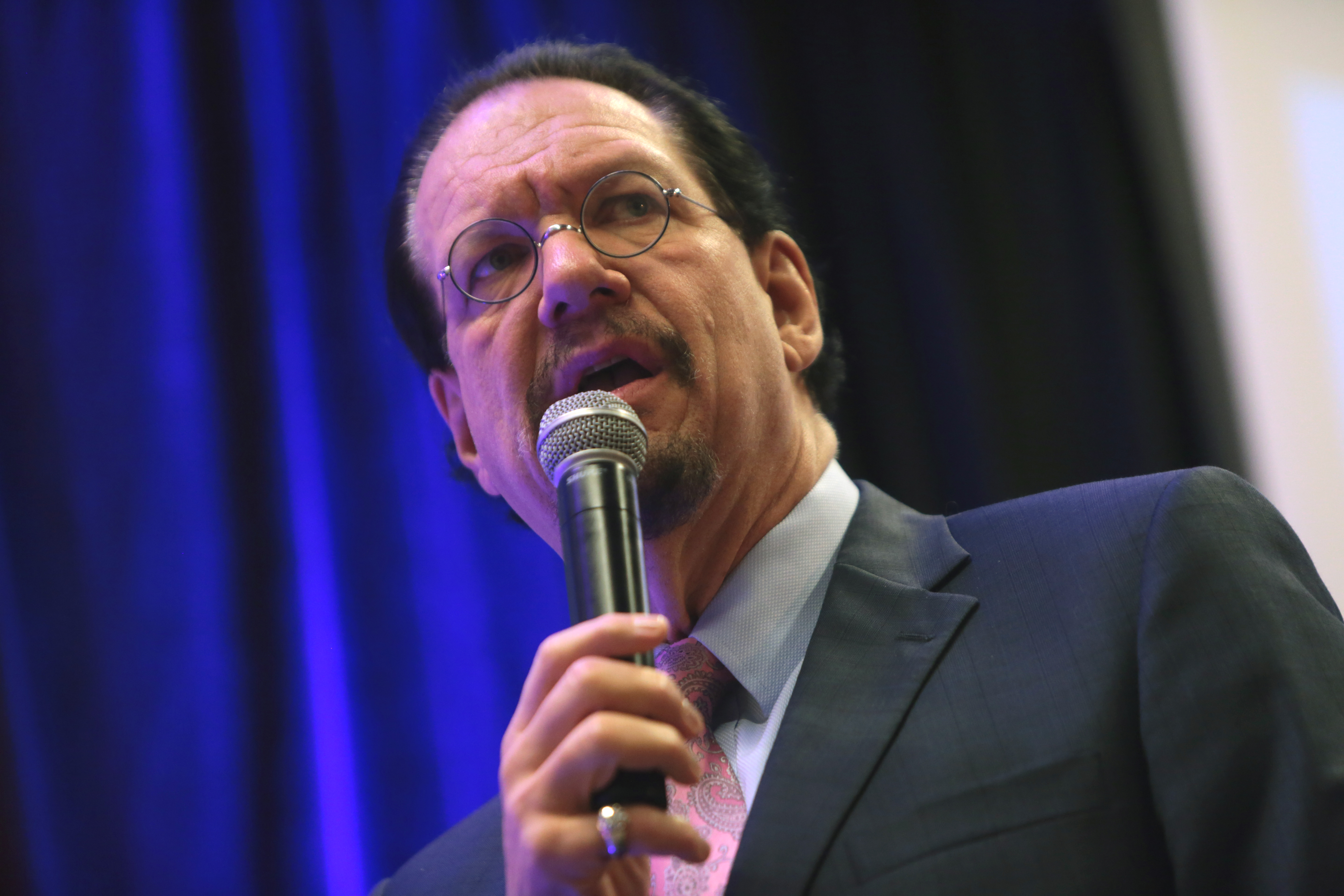
Penn Jillette
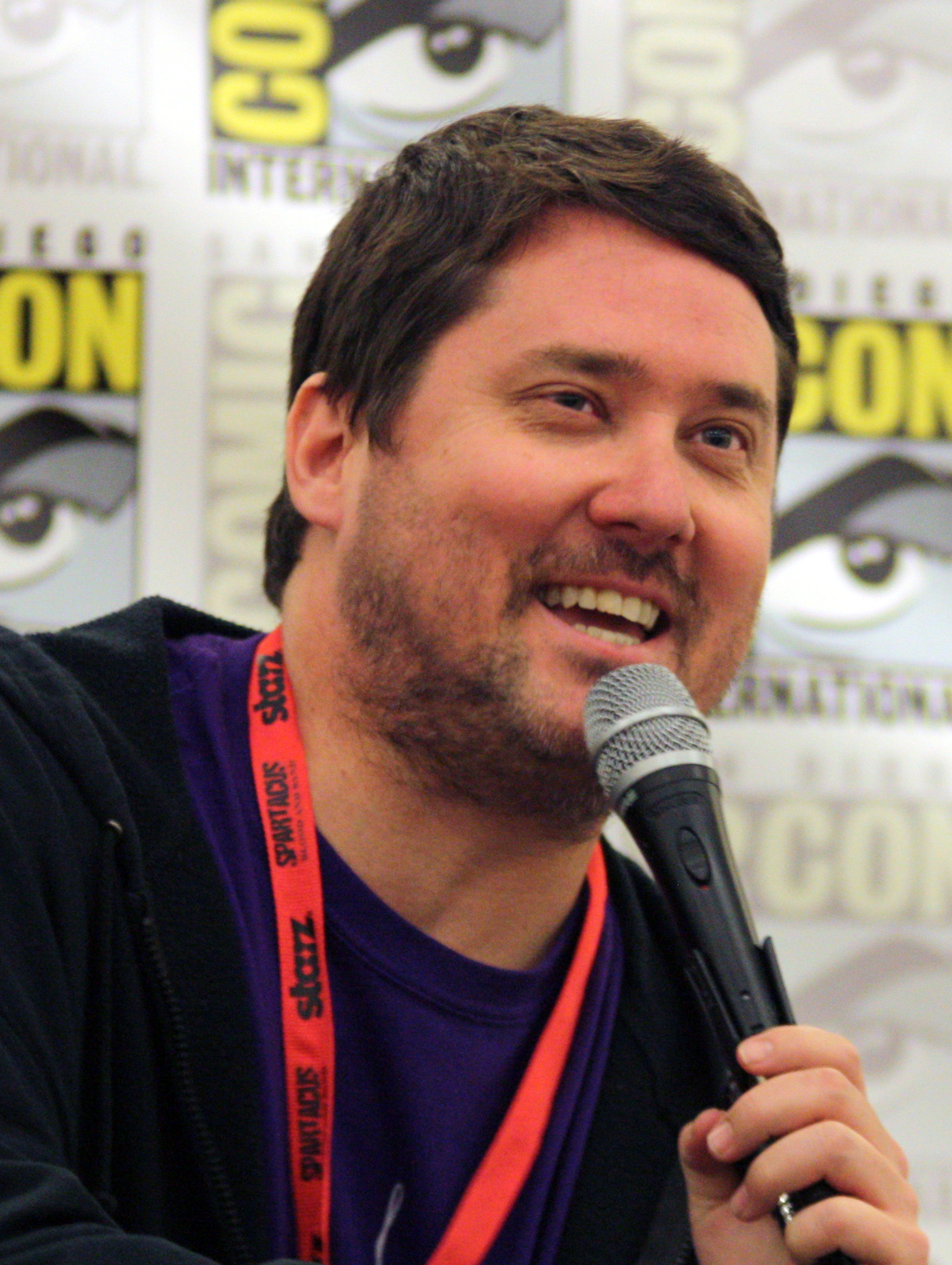
Doug Benson
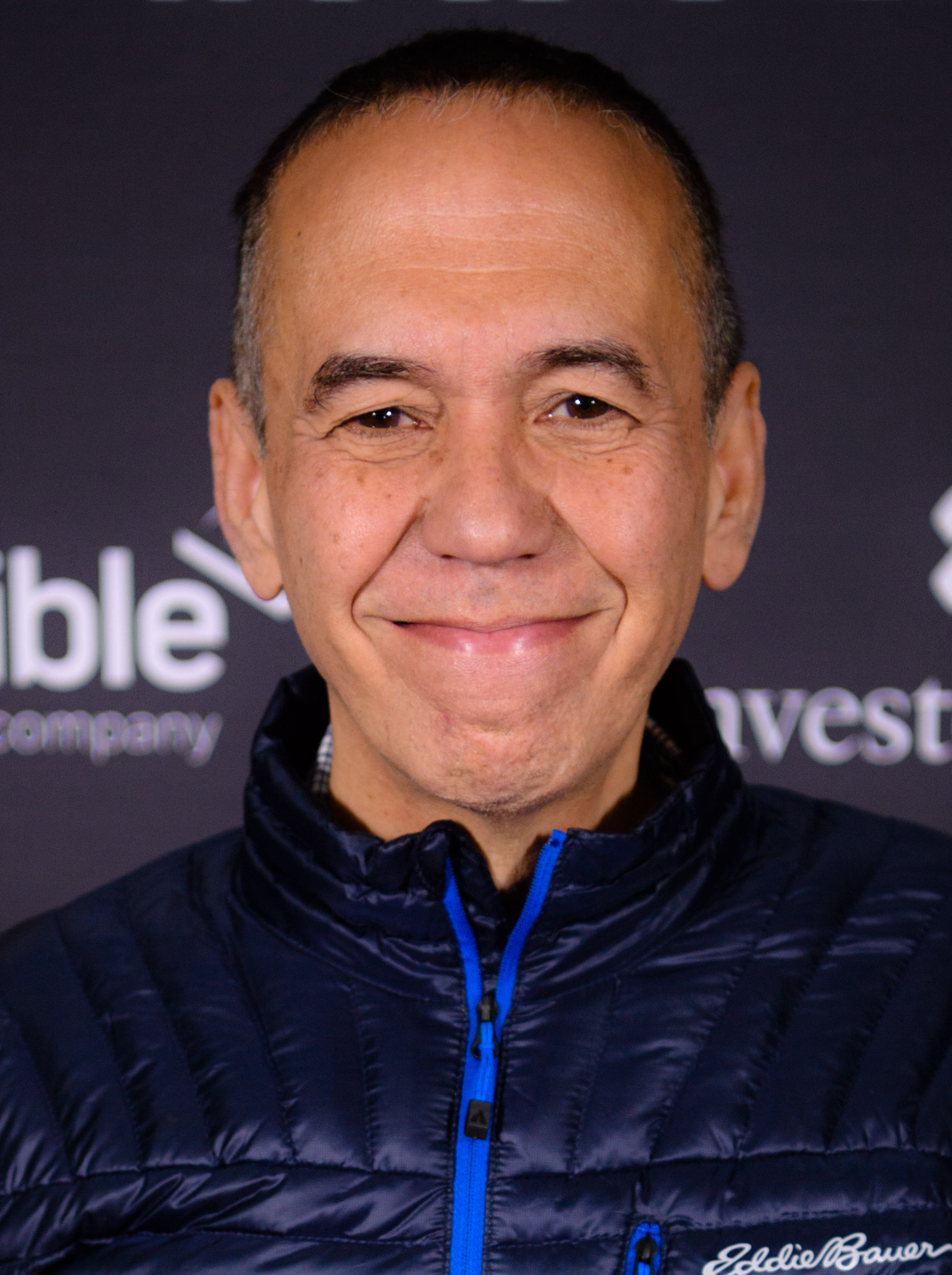
Gilbert Gottfried
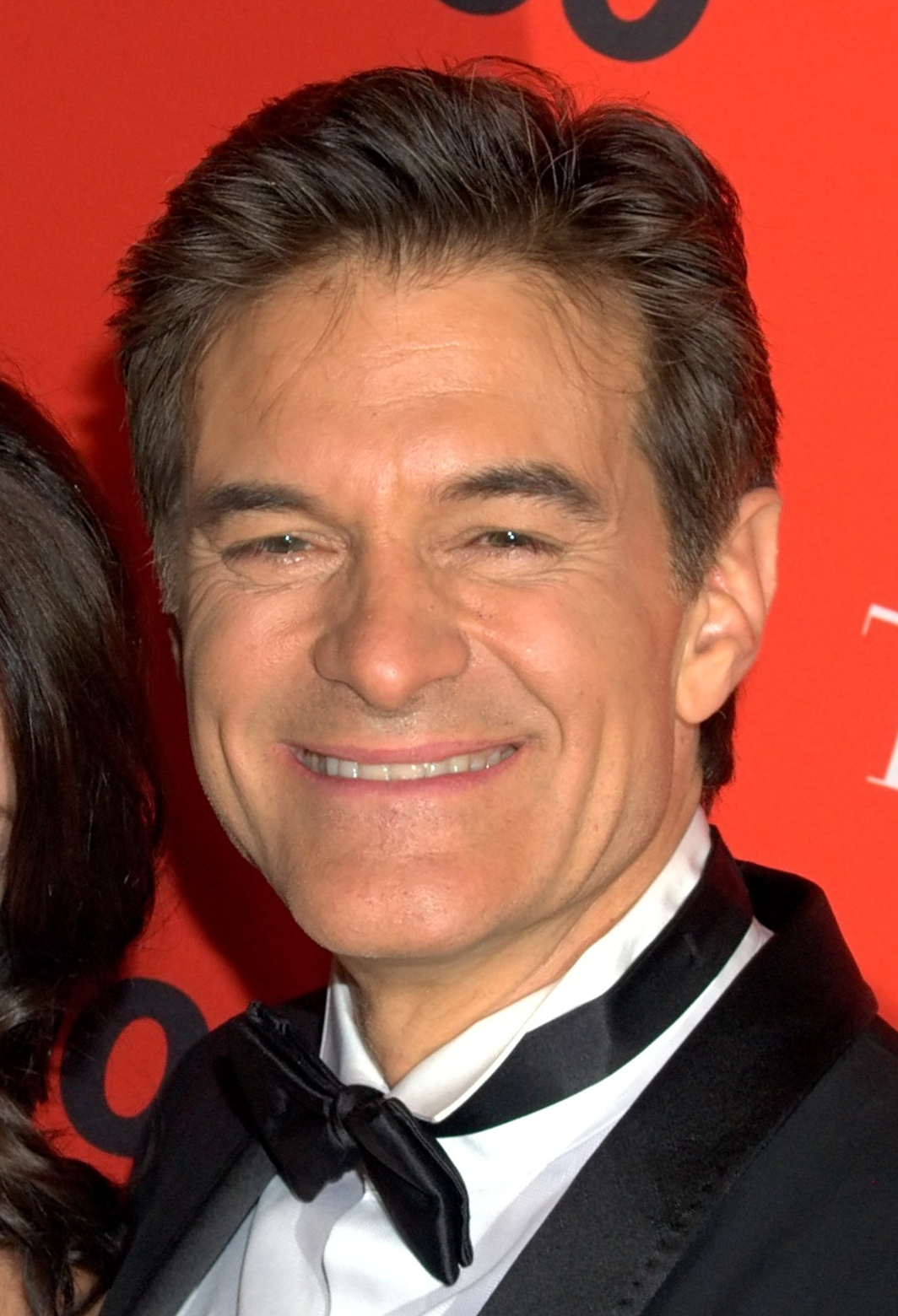
Dr. Oz
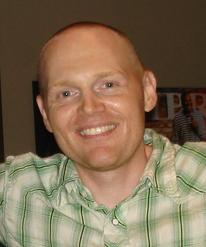
Bill Burr
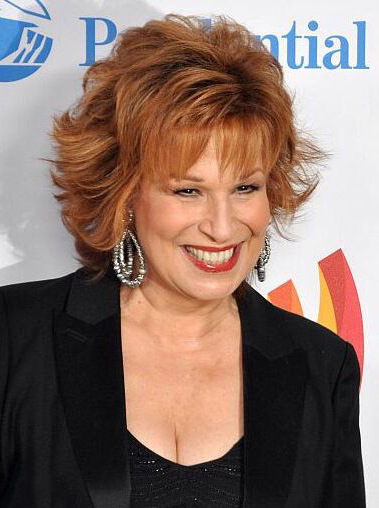
Joy Behar
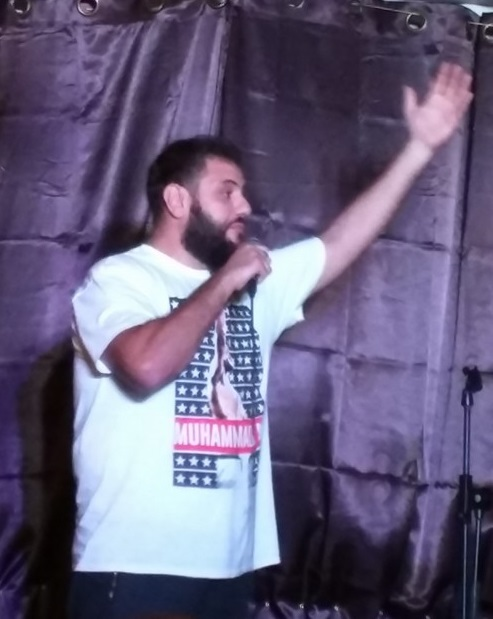
Mohammed Amer
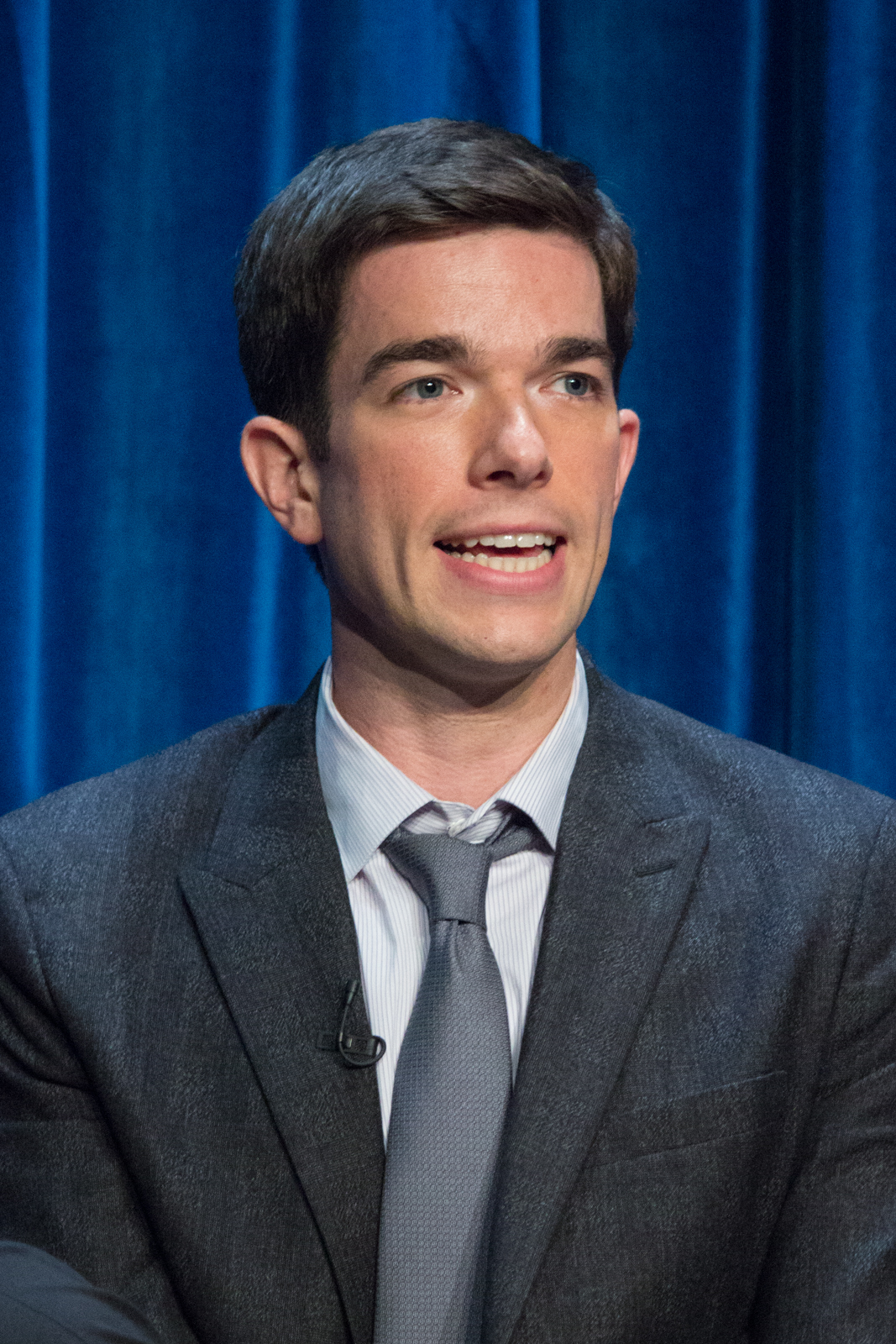
John Mulaney

## Produzione

### Sviluppo ed episodio pilota
L'episodio pilota è stato scritto da Holmes nel 2015 ed è stato diretto da Judd Apatow, che è anche produttore esecutivo della serie insieme a Holmes e Dave Rath. I due si sono incontrati per la prima volta nel 2012 quando Apatow è stato ospite del podcast di Holmes, You Made It Weird.
L'idea di Crashing è nata da uno sketch che Holmes e Apatow hanno girato per l'episodio del 24 febbraio 2014 del talk show di Holmes The Pete Holmes Show sulla rete TBS Nello sketch, Holmes lancia idee sempre più terribili per un film, tranne uno, basato sulla sua vita, che coinvolge un uomo religioso la cui moglie lo tradisce dopo sei anni di matrimonio. Apatow risponde: "Non sembra affatto una commedia, sembra solo tragica e triste". Holmes non ha visto il potenziale delle sue esperienze di vita reale come premessa per uno spettacolo fino a quando il suo amico, l'attore Brian Sacca, ha visto l'idea di essere adattata in uno spettacolo per una sola persona per Holmes. Dopo che The Pete Holmes Show si è concluso a luglio 2014, Holmes si è reso conto che "aveva bisogno di qualcosa di nuovo da fare, quindi ho preso un momento di calma per pensare, che cosa esattamente voglio fare? Qual è la storia che voglio raccontare?". Ben presto si ritrovò in un incontro "non produttivo" con i dirigenti di Comedy Central mentre lanciava un'idea per un nuovo sketch comico. Durante il suo viaggio verso casa, ha iniziato a sviluppare la premessa di Crashing nella sua testa. Due giorni dopo, è volato a New York City per un giorno per lanciarlo ad Apatow durante una pausa nelle riprese sul set di Un disastro di ragazza del 2015. Apatow, che era tornato a fare spettacoli di stand-up comedy, espresse interesse per l'idea e diede a Holmes il compito iniziale di scrivere dieci pagine di ciò che poteva ricordare sui suoi eventi legati alla vita.
A settembre 2015, dopo che il progetto pilota era stato trasmesso a diverse reti televisive, Amy Gravitt, vice presidente esecutivo della programmazione HBO, ha dato il via libera per far cominciare le riprese.

### Sceneggiatura
Quando Holmes iniziò a preparare una sceneggiatura per Apatow, la vide come una buona opportunità per cercare di impressionarlo con il suo lavoro "invece che come esercizio", cosa che migliorò la sceneggiatura come risultato. Holmes ha chiarito che lo spettacolo è "vagamente basato" sulla sua vita per ragioni legali, ma è "ispirato dalla mia vita", compreso il momento in cui ha contattato il suo amico e comico Nick Kroll dopo che la sua ex moglie l'ha tradito mentre non aveva nessun posto dove stare. Holmes cita l'amico T. J. Miller come un'altra fonte di supporto al momento.

### Riprese
Le riprese si sono svolte in varie località a metà 2016, tra cui New York, New Jersey e nella Contea di Westchester.
Il primo e il secondo episodio della prima stagione presentano scene girate nell'appartamento di Lange nella vita reale a Hoboken, nel New Jersey. Il sesto episodio coinvolge Holmes come ospite del podcast di Lange intitolato The Artie Quitter Podcast, registrato nella sua cucina. Holmes è stato ospite del podcast di Lange nel novembre 2015. Il 13 giugno, Lange ha descritto in un tweet che la prima settimana di riprese si era conclusa. Il 19 giugno, ha pubblicato un altro tweet che rivelava che il secondo episodio era stato girato e le riprese annotate per la prima stagione dovevano finire una settimana dopo. "The Baptism", il finale della prima stagione, contiene scene girate al Sands Point a Long Island il 27 giugno.

## Accoglienza
La serie è stata accolta positivamente dalla critica, sull'aggregatore di recensioni Rotten Tomatoes ha un indice di gradimento del 90% con un voto medio di 7,18 su 10, basato su 30 recensioni. Il commento del sito recita "Il disgustosamente sciocco Crashing abbraccia una positività misurata e una dolcezza generale che lo distingue dai suoi contemporanei più sardonici". Su Metacritic, invece ha avuto un punteggio di 73 su 100 basato su 19 recensioni.
Caroline Framke ha dato alla serie quattro stelle su cinque in una recensione per Vox, scrivendo: "Se sei come me quando ho il compito di recensire Crashing, potresti pensare a te stesso ... abbiamo davvero bisogno di un altro commedia sulla commedia? ... Ma Crashing si ripropone comunque in maniera solida inserendosi in due tratti distintivi che lo distinguono, ovvero il fascino di Holmes e che lo spettacolo è davvero bravo a raccontare barzellette davvero brutte, il che si ferma lo spettacolo dal diventare "stantio".

## Futuro della serie
Il 15 marzo 2017, dopo la messa in onda di quattro episodi, Gravitt ha dato il via libera ad una seconda stagione, citando la risposta critica positiva dello show. Il numero di episodi ordinati è di 8. Mentre la prima aveva una conclusione a tempo indeterminato, Holmes ha detto che Pete "ha imparato ad accettare il suo divorzio, ma è ancora al verde". Un aspetto che Holmes desidera portare nella seconda stagione è l'idea del successo, in quanto a lui piace quando Pete è "in difficoltà e quando qualcosa va bene". Holmes ha detto che la seconda stagione si concentrerà su Pete che accetta ciò che è successo e mostra il personaggio che abbraccia la sua nuova vita. Pete incontra un nuovo amico, Ali Reissen, basato su una combinazione di persone che hanno dato consigli su Holmes nella vita reale, tra cui Gaffigan, Demetri Martin e Bill Burr, che introduce Pete in una commedia alternativa. Holmes attribuisce ad Apatow il ritorno di Lapkus, Basilio e Attell per la seconda stagione grazie all'accoglienza favorevole da parte dei telespettatori. La sceneggiatura è iniziata nell'aprile 2017 a Los Angeles, seguita dalle riprese che si sono svolte ad agosto a New York. Il comico e scrittore Greg Fitzsimmons è stato assunto come sceneggiatore per la seconda stagione.
Il 17 marzo 2017 è stata resa nota la notizia dell'arresto di Lange per possesso di cocaina e eroina. Apatow ha mantenuto il suo sostegno a Lange, twittando "Non lasceremmo mai Artie e nessuno alle prese con la dipendenza". Il 23 marzo, Lange ha affermato durante un'intervista di essere stato licenziato dallo show in seguito all'incidente, ma in un tweet Apatow sosteneva che non era così. Il giorno seguente, Lange ha detto che è "ancora un dipendente in crisi". Lange ha rivelato il suo stipendio di 17.500 dollari per episodio è presente nella seconda stagione.